# Air Hitam (Payung Sekaki)
Air Hitam is een bestuurslaag in het regentschap Pekanbaru van de provincie Riau, Indonesië. Air Hitam telt 7719 inwoners (volkstelling 2010).